# NGC 2909
NGC 2909 é uma estrela dupla na direção da constelação de Ursa Major. O objeto foi descoberto pelo astrônomo John Herschel em 1828, usando um telescópio refletor com abertura de 18,6 polegadas. 